# Ricardo Cavallo
Ricardo Miguel Cavallo (Buenos Aires, Argentina, 29 de septiembre de 1951) es un exmilitar y represor argentino, quien fue miembro del Grupo de tareas 3.3.2 y fue encontrado culpable de crímenes de lesa humanidad cometidos durante la dictadura militar autodenominada Proceso de Reorganización Nacional. El 26 de octubre de 2011 fue condenado a cadena perpetua e inhabilitación absoluta y perpetua por la justicia argentina, y en 2014 dicha condena quedó confirmada.

## Extradición
Mientras vivía en México, trabajaba como director del Registro Nacional de Vehículos (RENAVE), Ricardo Cavallo fue acusado en España en el año 2000 por el juez Baltasar Garzón, quien pidió su extradición bajo el principio de la jurisdicción universal. Fue detenido el 24 de agosto de 2000 en el Aeropuerto de Cancún por autoridades mexicanas mientras trataba de escapar a Buenos Aires. Una corte mexicana recomendó aceptar la extradición, y el Secretario de Relaciones Exteriores, Jorge Castañeda Gutman lo aceptó en febrero de 2001. Cavallo apeló la decisión y finalmente la Suprema Corte de Justicia de la Nación mexicana determinó que fuera extraditado por los cargos de terrorismo y genocidio, pero no por el de tortura debido a que ya había expirado. Fue extraditado en ese mes, siendo la primera vez en que un estado extradita a un ciudadano acusado por otro estado por crímenes cometidos en un tercer estado.[cita requerida]
Mientras Ricardo Cavallo esperaba juicio en España, en Argentina se anularon por completo la Ley de Punto Final y la Ley de Obediencia Debida, que impedían el inicio de juicios por crímenes cometidos durante el proceso. Dado que Cavallo podía entonces ser juzgado en la Argentina, la Audiencia Nacional afirmó no tener jurisdicción y decidió que Cavallo fuera juzgado en su propio país. En julio de 2007, sin embargo, el Alto Tribunal español decidió nuevamente que fuera juzgado en Madrid, ya que el caso estaba allí más avanzado.[cita requerida]

## Condena
En el primer juicio por los crímenes cometidos en la ESMA, uno de los centros clandestinos de detención y exterminio más grandes montados durante la última dictadura militar, el miércoles 26 de octubre de 2011 el Tribunal Oral Federal n.º 5 juzgó a los 18 represores procesados, entre ellos, a Ricardo Cavallo, quien fue condenado a cadena perpetua e inhabilitación absoluta y perpetua
El 23 de abril de 2014 la Cámara Federal de Casación Penal le confirmó la pena a prisión perpetua por los crímenes de lesa humanidad cometidos en la Escuela de Mecánica de la Armada durante la dictadura militar de la década del '70.